# Ephesiella oculata
Ephesiella oculata är en ringmaskart som beskrevs av Imajima 2003. Ephesiella oculata ingår i släktet Ephesiella och familjen Sphaerodoridae. Inga underarter finns listade i Catalogue of Life.